# Clonodia
Clonodia é um género botânico pertencente à família Malpighiaceae.

## Espécies
| - Clonodia biglandulosa - Clonodia complicata - Clonodia mollis - Clonodia ovata - Clonodia paraguariensis | - Clonodia racemosa - Clonodia sessilis - Clonodia tenuifolia - Clonodia verrucosa |